# یونیکاجا
یونیکاجا (انگلیسی: Unicaja) شرکت خدمات مالی و بانکداری اسپانیایی است، که در سال ۱۹۹۱ تأسیس شد.